# Endre Salgó
Endre Salgó (11. december 1913 – 1945) var en ungarsk udendørshåndboldspiller som deltog under Sommer-OL 1936.
Han blev født og døde i Budapest.
Han var en del af det ungarske udendørshåndboldhold, som kom på en fjerdeplads i den olympiske turnering. Han spillede i tre kampe.